# Giambattista Tiepolo

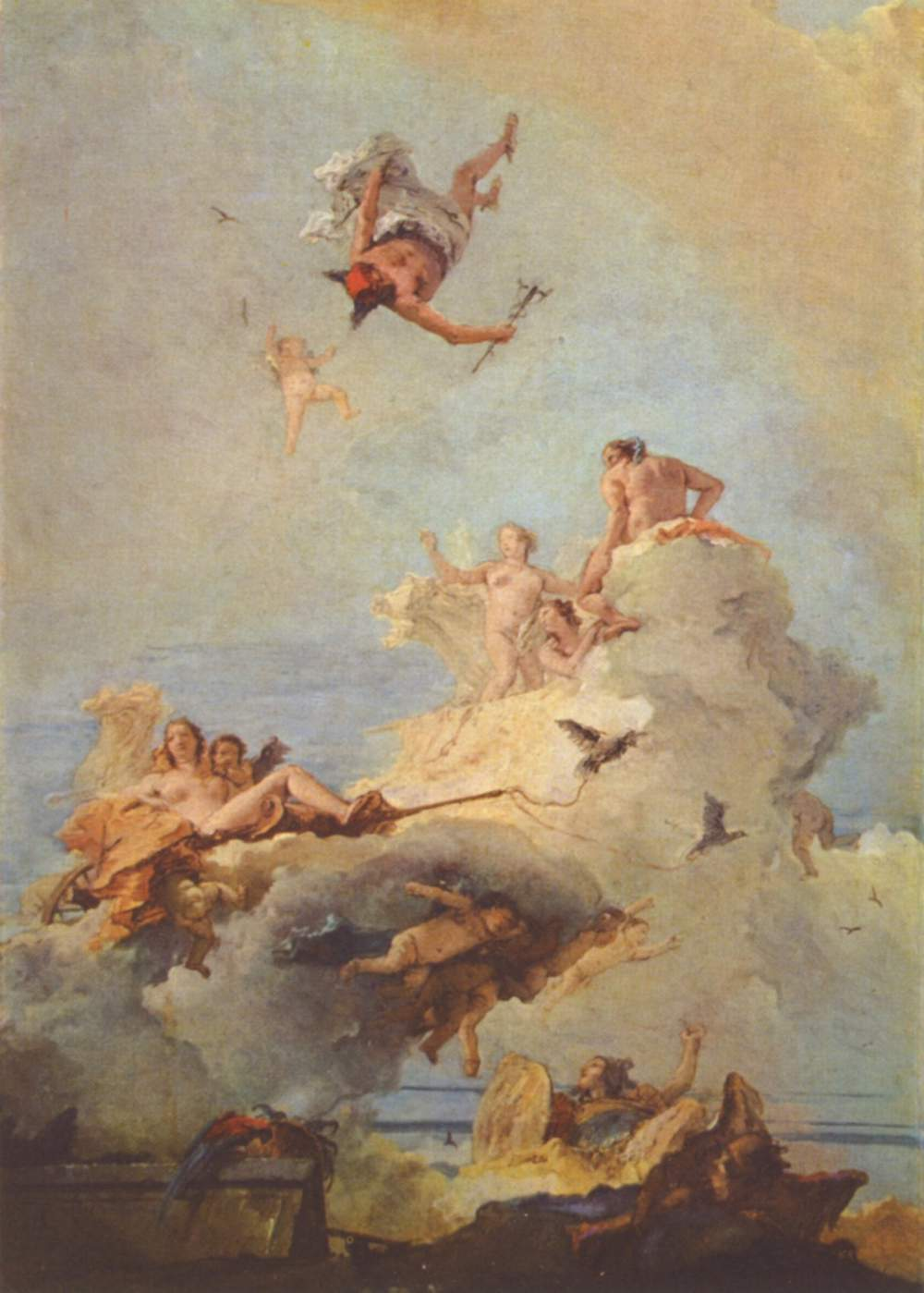
De Olympus, ca. 1762, Museo del Prado, Madrid

Giovanni Battista Tiepolo (Venetië, 5 maart 1696 – Madrid, 27 maart 1770) was een kunstschilder uit Venetië, die bekendstaat om zijn levendige, kleurrijke composities. In zijn werk is hij sterk beïnvloed door de Venetiaanse manieristen, zoals Paolo Veronese. Hij is geroemd om zijn rol als een van de grondleggers en vertegenwoordiger van de rococo. 
Tiepolo wordt samen met Giovanni Battista Pittoni, Canaletto, Giovanni Battista Piazzetta, Giuseppe Maria Crespi en Francesco Guardi geschaard onder de invloedrijke Italiaanse meesters uit die periode.

## Biografie
Toen hij amper een jaar oud was, stierf zijn vader, een kleine reder. Op zijn veertiende ging hij in de leer bij Gregorio Lazzarini en vijf jaar later produceerde hij historiestukken voor kerken in Venetië, met een opvallend gebruik van licht en donker. In 1719 werd hij lid van het schildersgilde en trouwde hij met een zuster van Francesco Guardi. In 1726 werkte hij in Udine en in 1730 in Milaan, waar hij paleizen en kerken met fresco's verfraaide. Hij maakte steeds meer gebruik van pasteltinten en complementaire kleuren. In 1732 werkte hij in Bergamo; het jaar daarop in Vicenza. In 1735 kreeg hij een uitnodiging om hofschilder te worden in Stockholm, maar de schilder had het te druk en wees de benoeming af. Tiepolo wijdde zich aan het schilderen van fresco's in Milaan met een wereldlijk thema, dat hem in heel Europa beroemd zal maken. Rond 1742 leerde hij Francesco Algarotti kennen, die hem vertrouwd maakte met de optische werking van het licht en die werk van Tiepolo kocht en verkocht, o.a. naar het hof in Dresden. In 1743 schilderde hij een van zijn weinige portretten, het portret van Lidwina van Schiedam.
In mei 1750 werd hij door Karl Philipp von Greiffenclau naar Würzburg uitgenodigd als hofschilder. Giuseppe Visconti die daar niet voldeed, was de laan uitgestuurd. Tiepolo was ziek en vertrok pas aan het eind van het jaar met zijn twee zonen en een bediende. Het contract was tot stand gekomen door bemiddeling van de bankier Lorenz Jakob Mehling. Tiepolo kreeg in Würzburg de beschikking over een vijfkamer-woning, een vorstelijk salaris, materiaal, een kok en Frankenwijn. Nadat hij de Kaisersaal met drie fresco's had beschilderd, kreeg hij een nieuwe opdracht voor het plafond (van 677 m²) van het trappenhuis. Hij schilderde Apollo, de vier jaargetijden, de werelddelen, de opdrachtgever, de beeldhouwer, zichzelf en zijn beide zonen.

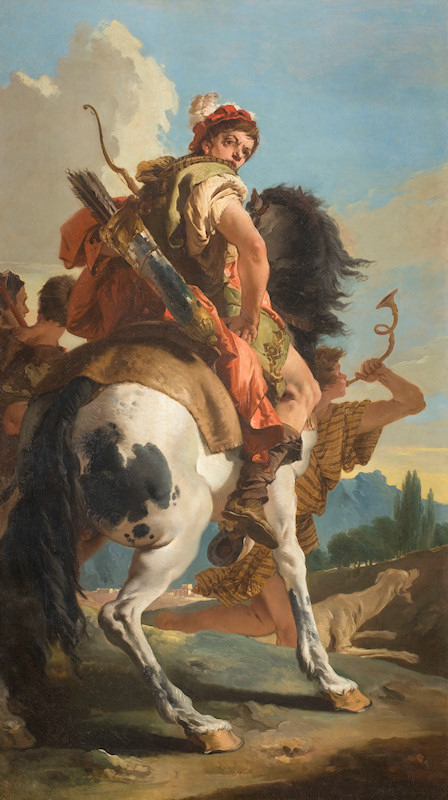
Jager te paard, 1718, Fondazione Cariplo

De residentie van de aartsbisschop in Würzburg, ontworpen door Balthasar Neumann, werd gedecoreerd door Tiepolo, nadat hij een schets had voorgelegd. Hij werkte samen met Girolamo Mengozzi Colonna, een specialist op het gebied van perspectief. Het is een virtuoos meesterwerk van illusionisme geworden, waarin sommige figuren over de rand van de schildering treden. Vooral in de fresco's, en meer specifiek die in de koepel (waarin hij met verkortingen en illusies van lichtheid 'realistische' hemeltaferelen ontwierp, wist Tiepolo zijn genialiteit te tonen. In november 1753 vertrok hij weer naar Venetië en verkreeg onmiddellijk nieuwe opdrachten. In 1755 kreeg hij een aanstelling bij de kunstacademie in Padua. In 1760 kreeg hij een opdracht van Elisabeth van Rusland. Voor fresco's in de Villa Pisani aan de Brenta had hij vier jaar uitgetrokken, maar hij moest het werk uit handen geven, toen hij in 1762 in Madrid in dienst trad van de Spaanse koning, die overigens langzamerhand aan het neoclassicisme van Anton Raphael Mengs de voorkeur zou gaan geven. Tiepolo vertrok in 1767 naar Aranjuez om zeven altaarstukken te schilderen. De stukken zijn geplaatst maar vijf jaar later vervangen door werk van Mengs.
Op 27 maart 1770 sterft Tiepolo in Madrid.

## Galerie

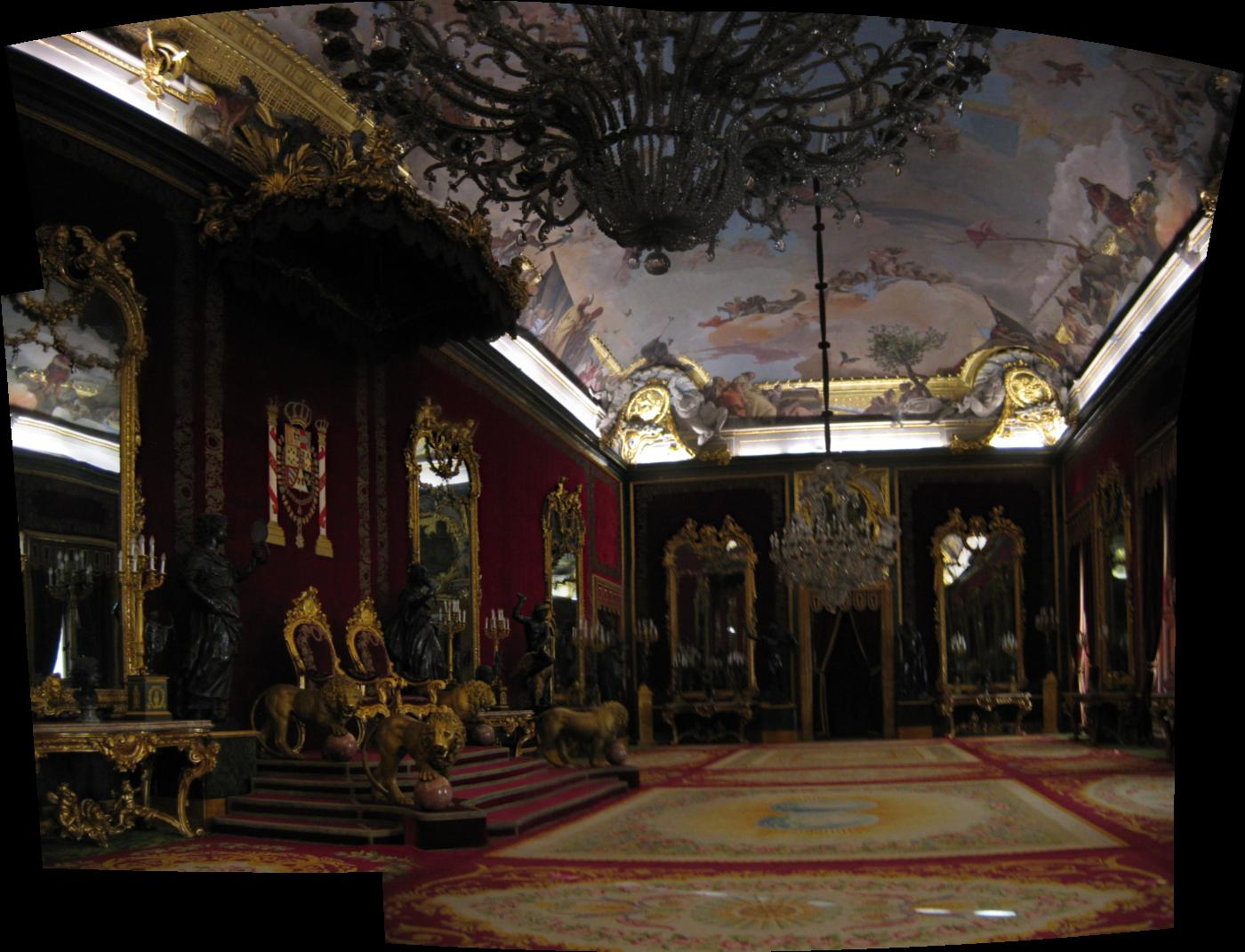
Troonzaal in het Koninklijk Paleis van Madrid, ca. 1765
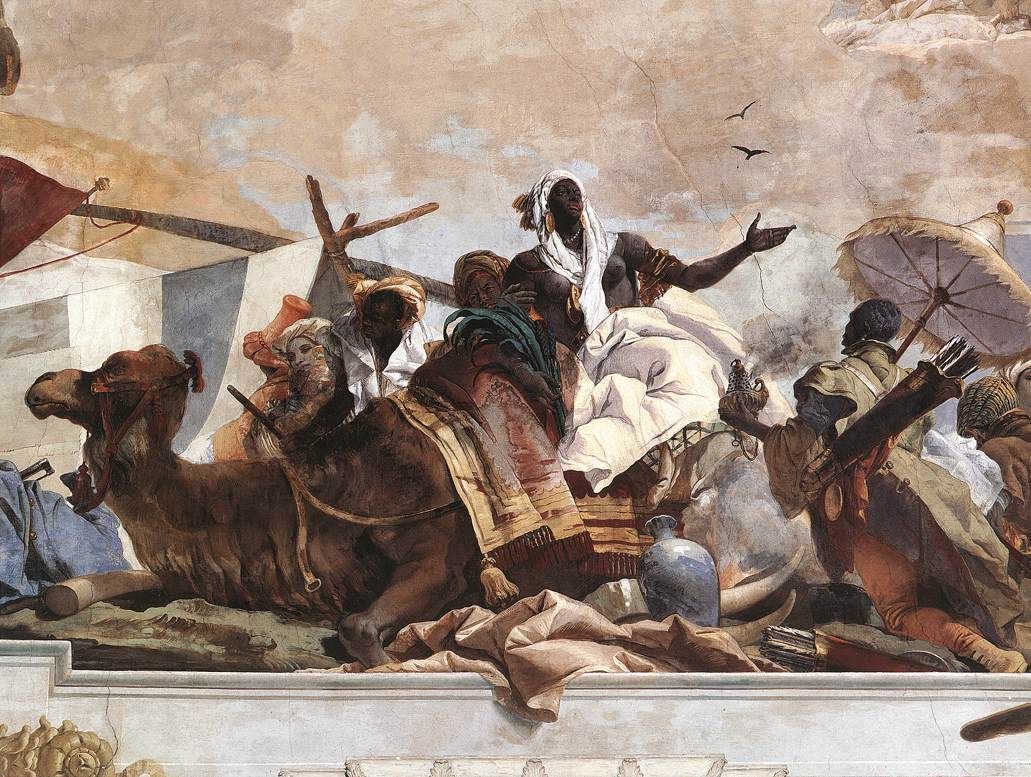
Plafondschildering in het trappenhuis van de Residentie van Würzburg, ca. 1752
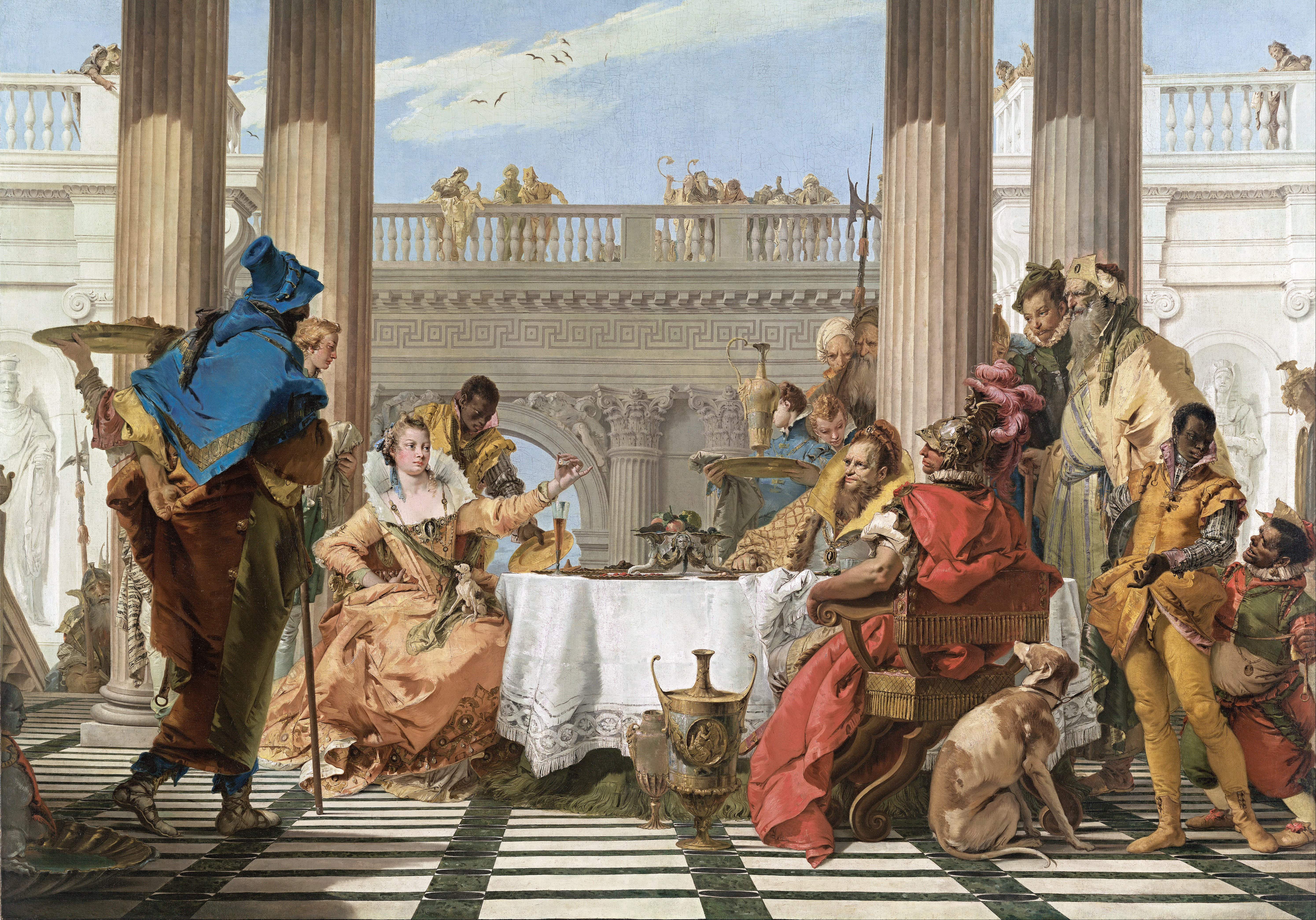
Het banket van Cleopatra, 1743, National Gallery of Victoria
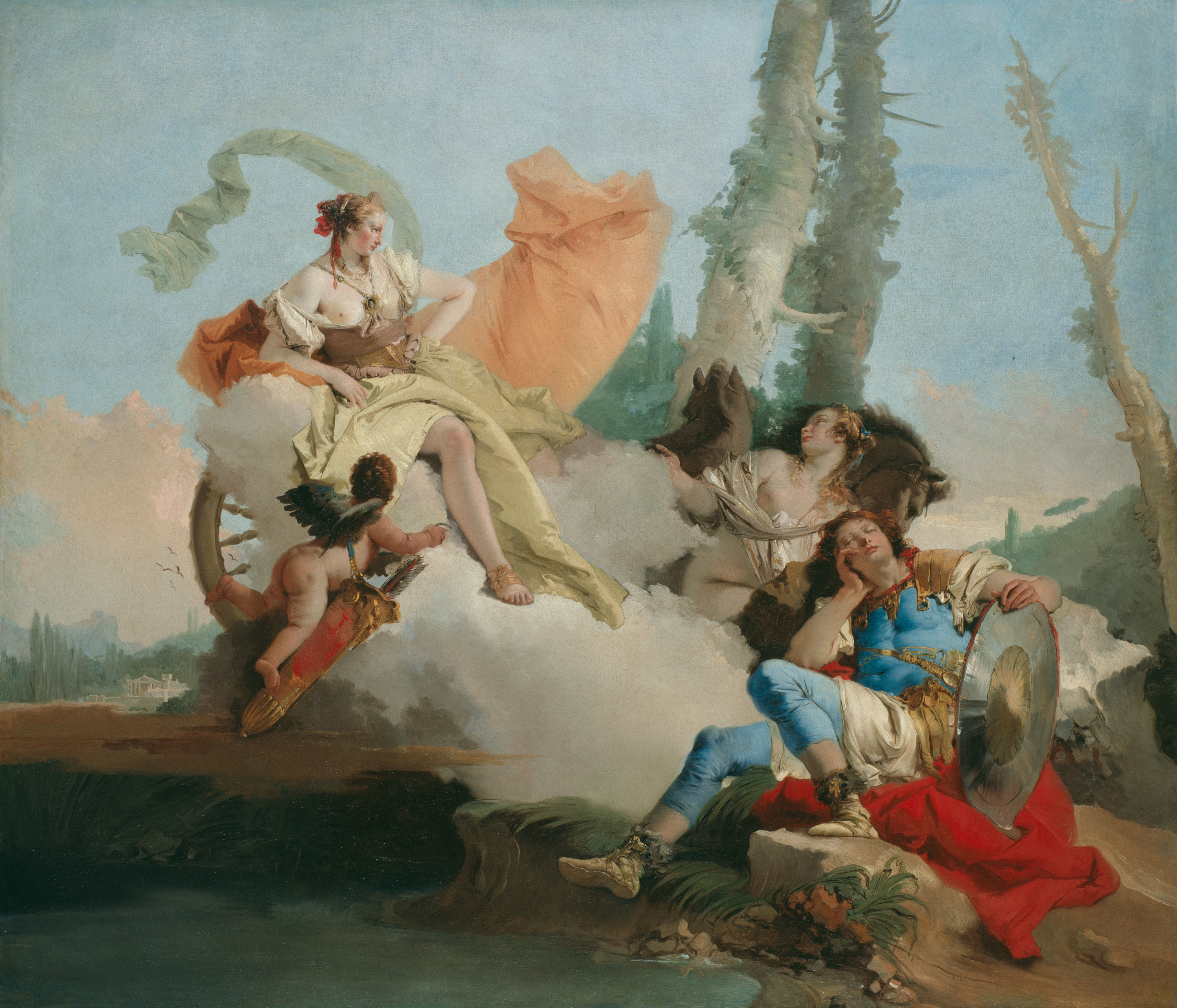
Rinaldo betoverd door Armida, 1742, Art Institute of Chicago
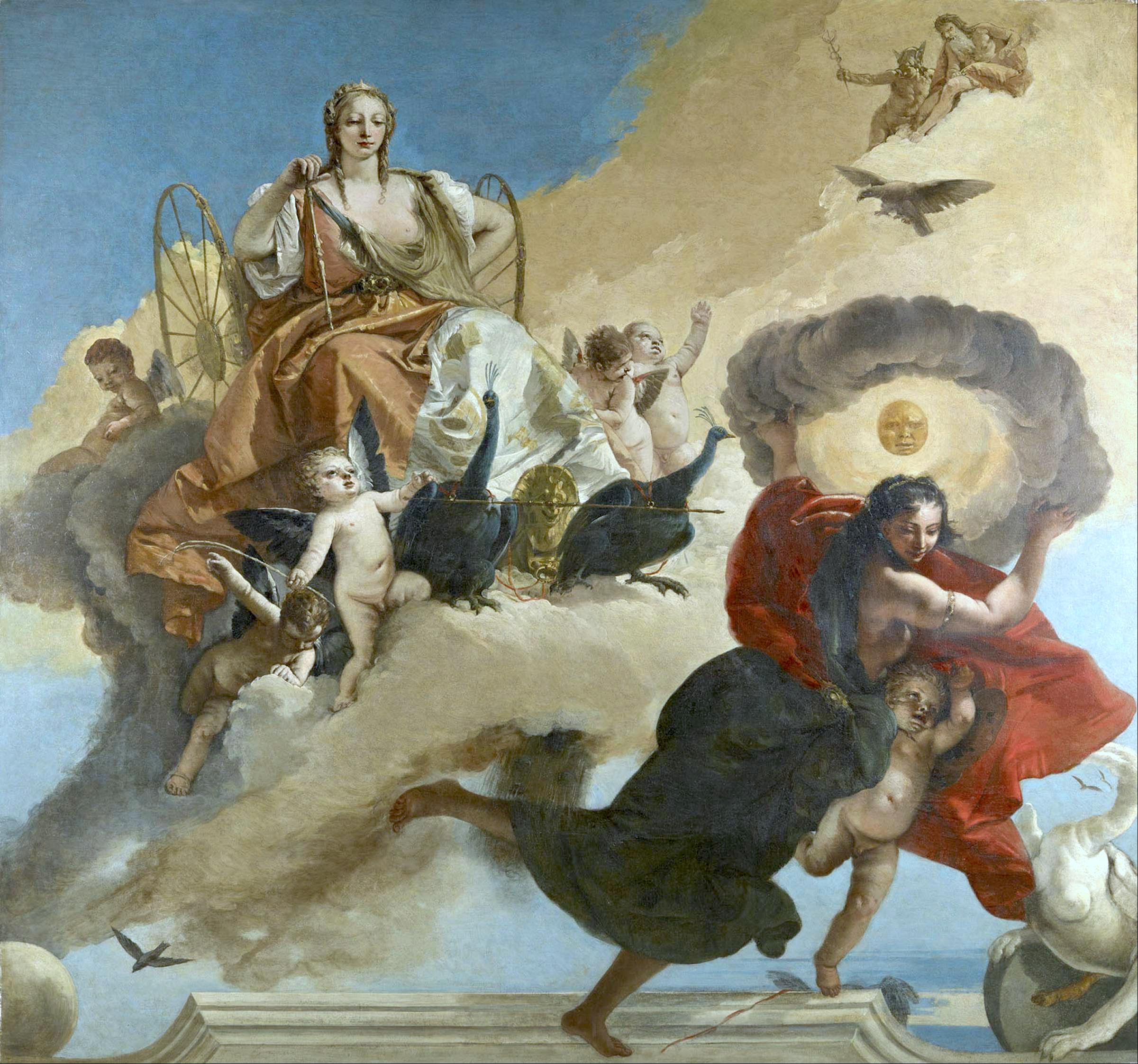
Juno en Luna, 1740, Museum of Fine Arts, Houston
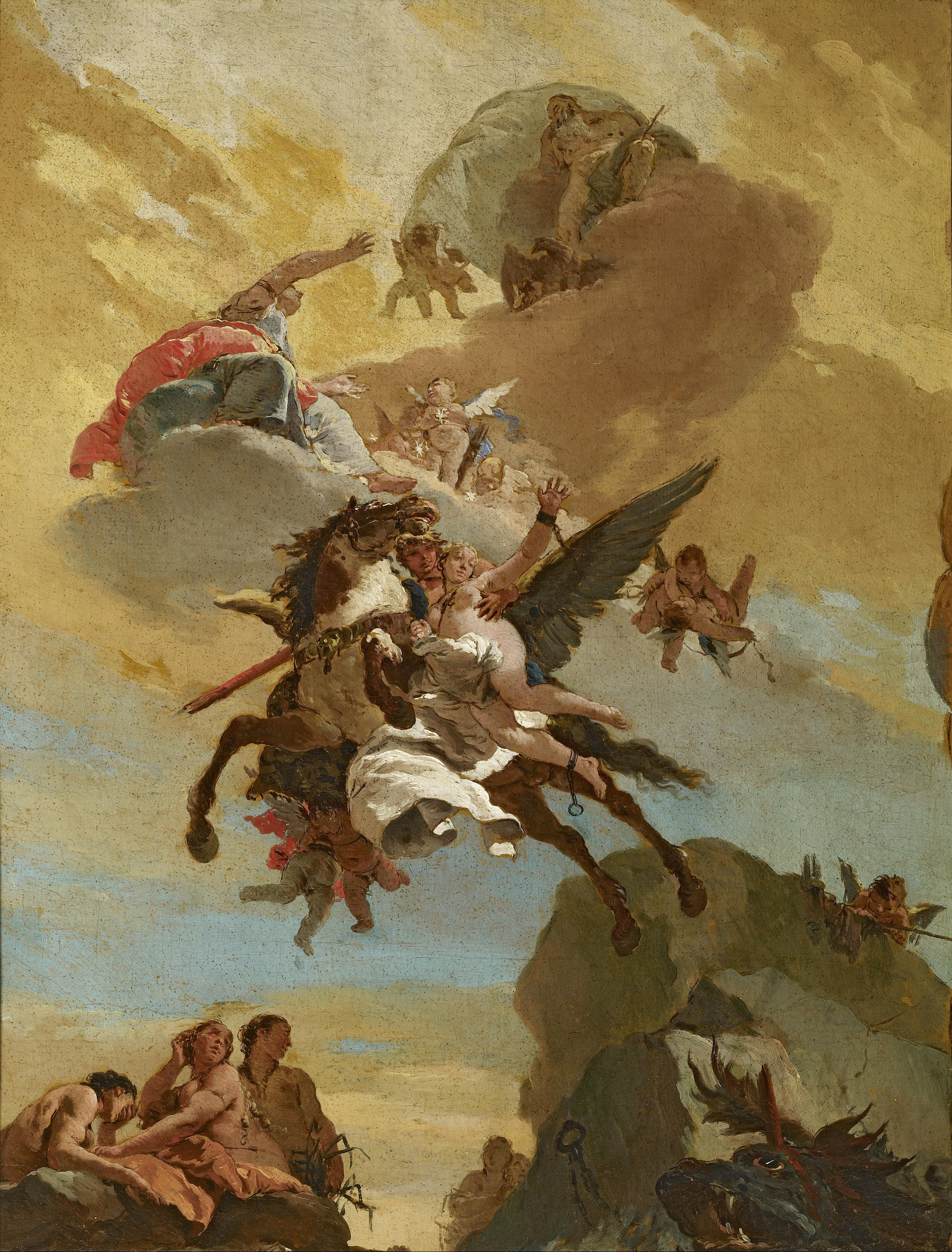
Perseus en Andromeda, ca. 1730-31, Frick Collection, New York

- Auckland Art Gallery Toi o Tāmaki: 371
- Art Gallery of South Australia: 3635
- Bibsys: 90272444
- Biblioteca Nacional de Chile: 000088813
- Biblioteca Nacional de España: XX974354
- Bibliothèque nationale de France: cb11958435k (data)
- Catàleg d'autoritats de noms i títols de Catalunya: 981058517468806706
- CiNii: DA04892696
- Gemeinsame Normdatei: 118622625
- International Standard Name Identifier: 0000 0001 2138 6633
- KulturNav: 8b8c375e-9d52-4042-8f4f-2bb118da0765
- Library of Congress Control Number: n80045041
- Nationale Bibliotheek van Letland: 000060388
- MusicBrainz: 9b07dbcf-5bc5-4ca7-97ef-0f673c8e6d29
- Bibliotheek van het Japanse parlement: 00559037
- National Gallery of Victoria: 1273
- Nationale Bibliotheek van Tsjechië: jn20000701813
- Nationale bibliotheek van Australië: 35550021
- Nationale Bibliotheek van Israël: 987007271881105171
- Nationale Bibliotheek van Polen: a0000001186744
- Nationale en Universitaire bibliotheek Zagreb: 000187425
- Nederlandse Thesaurus van Auteursnamen: 069028486
- Réseau des bibliothèques de Suisse occidentale: 02-A000162374
- RKD-Nederlands Instituut voor Kunstgeschiedenis: 77453
- Istituto Centrale per il Catalogo Unico: CFIV018292
- LIBRIS: 199975
- SNAC: w6668rbc
- Système universitaire de documentation: 027573176
- Museum of New Zealand Te Papa Tongarewa: 2249
- Trove: 992619
- Union List of Artist Names: 500018523
- Virtual International Authority File: 71399712